# Краткотраен актив
В счетоводната теория и практика с термина краткотраен актив или текущ актив се означава актив на предприятието, който участва в дейността му в рамките на един отчетен период, а очакваната от него икономическа изгода се реализира до една година.

## Същност
Краткотрайни активи са материалните запаси, вземанията със срок на получаване до една година, паричните средства и разходите за бъдещи периоди. Текущите активи са бързоликвидни, затова се наричат оборотни средства. Първо място заемат паричните средства, следват финансовите, вземанията и материалните запаси. Всички краткотрайни активи пренасят стойността си изцяло в стойността на новосъздадения продукт под формата на различни по икономическата си същност разходи и при участието си във възпроизводствения процес променят напълно формата си на проявление, като някои от тях се включват в субстанцията на новосъздадения актив.